# Saison 2023 de l'équipe cycliste continentale Groupama-FDJ
La saison 2023 de l'équipe cycliste continentale Groupama-FDJ est la cinquième de cette équipe. C'est l'équipe « réserve » de l'équipe World Tour : Groupama-FDJ.

## Effectif actuel
| Coureur          | Date de Naissance        | Équipe en 2022                      | Contrat | Victoires |
| ---------------- | ------------------------ | ----------------------------------- | ------- | --------- |
| Ben Askey        | 4 mars 2004 (18 ans)     | Flanders Color-Galloo Team          | 2024    | 0         |
| Ronan Augé       | 29 avril 2004 (18 ans)   | UC Nantes Atlantique Junior         | 2024    | 0         |
| Lewis Bower      | 14 août 2004 (18 ans)    | EFC-L&R-AGS Juniors                 | 2024    | 0         |
| Trym Brennsæter  | 26 mai 2003 (19 ans)     | EF Education-NIPPO Development Team | 2023    | 0         |
| Dylan George     | 28 mai 2003 (19 ans)     | BridgeLane                          | 2024    | 0         |
| Joshua Golliker  | 23 mars 2004 (18 ans)    | TrainSharp Development Team         | 2024    | 2         |
| Thibaud Gruel    | 1er mai 2004 (18 ans)    | UC Joué-les-Tours Junior            | 2024    | 1         |
| Noah Hobbs       | 23 juillet 2004 (18 ans) | Bäckstedt Bike Performance          | 2024    | 0         |
| Eddy Le Huitouze | 3 avril 2003 (19 ans)    | Groupama-FDJ Conti.                 | 2023    | 1         |
| Brieuc Rolland   | 13 août 2003 (19 ans)    | Vendée U                            | 2023    | 0         |
| Colin Savioz     | 11 juillet 2004 (18 ans) | La Motte-Servolex Cyclisme Junior   | 2024    | 0         |
| Jens Verbrugghe  | 23 juillet 2004 (18 ans) | Avia-Rudyco CT                      | 2024    | 0         |